# アンドレ・ケーソン
アンドレ・ケーソン（Andre Cason、1969年1月20日 ‐ ）は、アメリカ合衆国バージニアビーチ出身の元陸上競技選手。専門は短距離走。100mで9秒92、室内60mで6秒41（世界歴代4位）の自己ベストを持つ、4×100mリレーと室内60mの元世界記録保持者。1991年東京世界選手権と1993年シュトゥットガルト世界選手権の男子4×100mリレーの金メダリスト、1991年セビリア世界室内選手権男子60mの金メダリストである。

## 経歴

### 1988年
7月、世界ジュニア選手権（現・世界U20選手権）の男子100mと4×100mリレーで優勝して2冠を達成した。

### 1989年
7月、ユニバーシアードの男子100mと4×100mリレーで優勝して2冠を達成した。

### 1991年
3月、セビリア世界室内選手権の男子60mに出場すると、予選を唯一の6秒5台となる6秒52で突破し、準決勝でも全体1位の記録となる6秒55で突破した。迎えた決勝では6秒54をマークし、リンフォード・クリスティに0秒01差で競り勝ち金メダルを獲得した。
8-9月、東京世界選手権の男子4×100mリレーに出場すると、1走（ケーソン、リロイ・バレル、デニス・ミッチェル、マイク・マーシュ）を務めた準決勝を大会記録の37秒75で突破。決勝では2走（リロイ・バレル、ケーソン、デニス・ミッチェル、カール・ルイス）を務め、37秒50の世界記録（当時）を樹立して金メダルを獲得した。
9月11日、コブレンツで行われた100mで自身初の9秒台となる9秒99（+1.5）をマークした。

### 1992年
1月29日、ベルギーのゲントで行われたフランダース国際 (Indoor Flanders Meeting) の男子60mで6秒45の室内世界記録（当時）を樹立し、リロイ・バレルが保持していた従来の記録を0秒03更新した。
2月14日、スペインのマドリードで行われた60mで6秒41の室内世界記録（当時）を樹立し、自身の持つ記録を0秒04更新した。

### 1993年
8月、シュトゥットガルト世界選手権の男子100mと4×100mリレーに出場すると、100mは1次予選では唯一の10秒0台となる10秒09（+0.5）をマークして2次予選に進出した。2次予選では自己ベストおよび2次予選唯一の9秒台となる9秒96（-0.1）をマークして準決勝に進出すると、準決勝でも9秒94（+0.3）の自己ベストをマークして全体1位で決勝に進出した（準決勝全体2位は9秒97のリンフォード・クリスティ、3位は9秒98のダニエル・エフィオン）。決勝でも自己ベストを更新する9秒92（+0.3）をマークしたが、リンフォード・クリスティが9秒87のヨーロッパ記録（当時）を樹立して優勝し、ケーソンは惜しくも銀メダルに終わった。4×100mリレーは準決勝で2走（ジョン・ドラモンド、ケーソン、デニス・ミッチェル、リロイ・バレル）を務め、37秒40の世界タイ記録（当時）をマークして決勝に進出した。準決勝と同じオーダーで臨んだ決勝では37秒48をマークして連覇を達成した。

## 自己ベスト
記録欄の（　）内の数字は風速（m/s）で、+は追い風、-は向かい風を意味する。
| 種目 | 記録           | 年月日        | 場所                 | 備考                           |
| 屋外 | 屋外           | 屋外          | 屋外                 | 屋外                           |
| ---- | -------------- | ------------- | -------------------- | ------------------------------ |
| 100m | 9秒92 (+0.3)   | 1993年8月15日 | シュトゥットガルト   |                                |
| 100m | 9秒79w (+4.5)  | 1993年6月16日 | ユージーン           | 追い風参考記録                 |
| 200m | 20秒70 (-1.7)  | 1989年5月20日 | ウェーコ             |                                |
| 200m | 20秒11w (+4.0) | 1990年5月19日 | カレッジステーション | 追い風参考記録                 |
| 室内 |                |               |                      |                                |
| 50m  | 5秒62          | 1992年2月15日 | ロサンゼルス         |                                |
| 60m  | 6秒41          | 1992年2月14日 | マドリード           | 元室内世界記録 室内世界歴代4位 |

## 主要大会成績
備考欄の記録は当時のもの
| 年   | 大会                        | 場所               | 種目    | 結果 | 記録          | 備考                       |
| ---- | --------------------------- | ------------------ | ------- | ---- | ------------- | -------------------------- |
| 1988 | 世界ジュニア選手権          | サドベリー         | 100m    | 優勝 | 10秒22 (-2.8) |                            |
| 1988 | 世界ジュニア選手権          | サドベリー         | 4x100mR | 優勝 | 39秒27 (3走)  |                            |
| 1989 | ユニバーシアード (en)       | デュースブルク     | 100m    | 優勝 | 10秒29 (-1.3) |                            |
| 1989 | ユニバーシアード (en)       | デュースブルク     | 4x100mR | 優勝 | 38秒58        |                            |
| 1989 | ワールドカップ (en)         | バルセロナ         | 4x100mR | 優勝 | 38秒29 (1走)  |                            |
| 1991 | 世界室内選手権              | セビリア           | 60m     | 優勝 | 6秒54         |                            |
| 1991 | パンアメリカン競技大会 (en) | ハバナ             | 100m    | 2位  | 10秒35        |                            |
| 1991 | 世界選手権                  | 東京               | 4x100mR | 優勝 | 37秒50 (1走)  | 世界記録                   |
| 1993 | 世界選手権                  | シュトゥットガルト | 100m    | 2位  | 9秒92 (+0.3)  |                            |
| 1993 | 世界選手権                  | シュトゥットガルト | 4x100mR | 優勝 | 37秒48 (2走)  | 準決勝37秒40：世界タイ記録 |